# Cyphostemma cirrhosum
Cyphostemma cirrhosum är en vinväxtart. Cyphostemma cirrhosum ingår i släktet Cyphostemma och familjen vinväxter.

## Underarter
Arten delas in i följande underarter:
- C. c. cirrhosum
- C. c. rhodesicum
- C. c. transvaalense